# 두근두근 쿵쿵
《두근두근 쿵쿵》은 2001년에 제작한 대한민국의 단편영화이다.

## 캐스팅
- 한혜진 : 윤미지 역
- 최승악 : 김승철 역